# Arvid Knöppel
Gustav Arvid Oskar Knöppel, född 25 april 1892 i Luleå, död 21 juni 1970 i Gunnarskog,  var en svensk skulptör, tecknare, grafiker, författare och målare.

## Levnad och verk
Arvid Knöppel var son till bryggeriägaren och författaren Arvid Knöppel och hans första hustru Maria Cecilia Elsbeth Schultz. Under sin uppväxt i Växjö tillbringade Arvid Knöppel mycket tid med sin far i skog och mark. Fadern, som var jaktintresserad, var för övrigt bekant med Bruno Liljefors, en konstnär som han beundrade mycket. Han utbildade sig på Althins målarskola, på Tekniska skolan, på Konstakademien i Stockholm och därefter i München samt i Italien och Schweiz under 1920-talet. Han studerade skulptur för skulptören Carl Fagerberg. Arvid Knöppels motiv var främst djur. Från 1944 och fram till sin död 1970 var han bosatt på sin gård Knöppelåsen i Sälboda i närheten av Arvika i Värmland, där han hade ett reservat för nordiska vilda djur. Han är framför allt känd för djurskulpturer och djurteckningar. Som djurskildrare var han realist och impressionist och det var sällan han började att stilisera sina verk.
Arvid Knöppel utförde utsmyckning i åtskilliga kyrkor, i Norra krematoriet i Stockholm, samt i Karlstads krematorium, Borås krematorium med flera samt i Hägerstensåsens skola och dessutom i en del offentliga byggnader.
Han målade porträtt och figurkompositioner samt gjorde teckningar och skulpturer av djur, björnar, visent, lodjur och grävlingar. Han utförde porträttbyster av konstnärerna, Gustaf Magnusson, Gunnar Torhamn och Gerhard Wihlborg. Under senare år gjorde han även arbeten i rostfritt stål. Han verkade också som bokkonstnär. Arvid Knöppel är farfar till konstnären Pia Knöppel. Han är begravd på Gunnarskogs kyrkogård.
| ”                  | Det finns i hans bästa djurstudier en slags oskuld i linjen alldeles som om en vore tecknad i skapelsens gryningsljus, så omedveten och ren och samtidigt så obarmhärtigt avslöjande | „ |
| – Gunnar Brusewitz | |   |

## Offentliga verk i urval
Arvid Knöppel har gjort ett 70-tal offentliga verk:
- Knallen (1947), sten, Stora Brogatan 1 i Borås
- Hjortdjur (1948), brons, Marabouparken i Sundbyberg
- Flicka på snäcka (1949), brons, Piteå
- Rådjur (1952), brons, Lussebäckstorget i Helsingborg (stulen i april 2022) och Kungsparken i Göteborg
- Hjorten (1953), brons, Stadsparken, Örebro
- Vändande lodjur (1953), brons, Folkparken, Norrköping. Inköpt av Norrköpings kommun för 23 000 kronor.
- Lekande björnar (1956), brons, placerad vid Smedstugugatan 16, Taborgsberg, Norrköping
- Hjort (1956), brons, kvarteret Hjorten, Skellefteå
- Kid (1960), brons, placerad vid Djäkneberget, Knäppingsborgsgatan 38, Norrköping
- Lekande björnar (1961), brons, lekplatsen vid Oslogatan/Århusgatan i Lundby i Göteborg
- djurskulptur på Hägerstensåsens skola i Stockholm
- Rådjur med kid (1962), placerad i Skarphagen, Klingagatan 1, Norrköping
- Hind med kid, brons, 1963, park vid Dalarövägen i Haninge
- Lodjur (1964), brons, Nyckelbergsskolan i Köping, Oxhagsvägen i Nyhem i Finspång, Liseberg i Göteborg och Stadsparken i Borås
- Vändande lodjur, brons, Sundstatjärn i Karlstad
- Kid (1964), brons, Mariebergsskolan i Karlstad och i Norrköping
- Slagbjörn (1974), brons, utanför kommunhuset, Västra Esplanaden i Växjö
- Lodjuret (uppsatt 1977), brons, Värmlands nation i Uppsala
- Hind med kid, brons, Arvika
- Två visenter, brons, Alphyddan i Nacka på uppdrag av byggbolaget Anders Diös AB. Invigdes 25 april 1967.[10]
- Rådjur, brons, Tingshusparken i Karlskoga
- Lyssnande kid, Mästarnas Park i Hällefors
- Björnar, Längbrotorg, Örebro (möjligen identisk med Lekande björnar, se ovan)
- Lodjuret, brons, Ulvsundaskolan, Johannesfredsvägen 45, Ulvsunda, Bromma
- Björn, brons, Loviselundsskolans stora skolgård i Hässelby gård, Stockholm
- Stående slagbjörn eller Björnen, brons, i en dunge utan vårdcentralen i stadsdelen Rud, Karlstad
- Lodjur (Lodjur med tassen uppåt). Lodjuret saknar sin unge, skulpturen var ej klar, Arvid Knöppel avled innan verkets färdigställande. Brons, uppsatt 1977 utanför Värmlands nations trädgård i Uppsala.

## Galleri

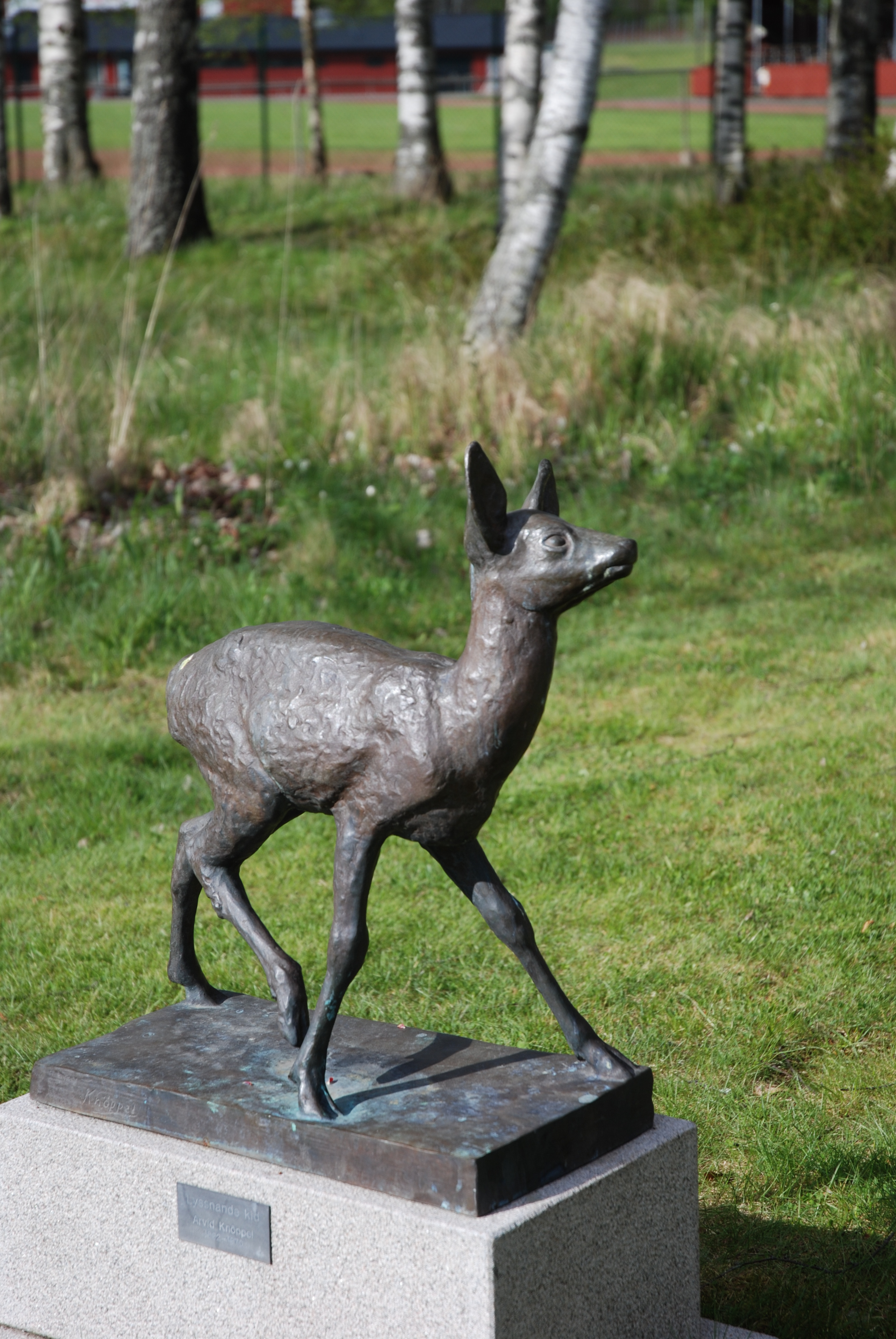
Lyssnande kid, Mästarnas Park i Hällefors.
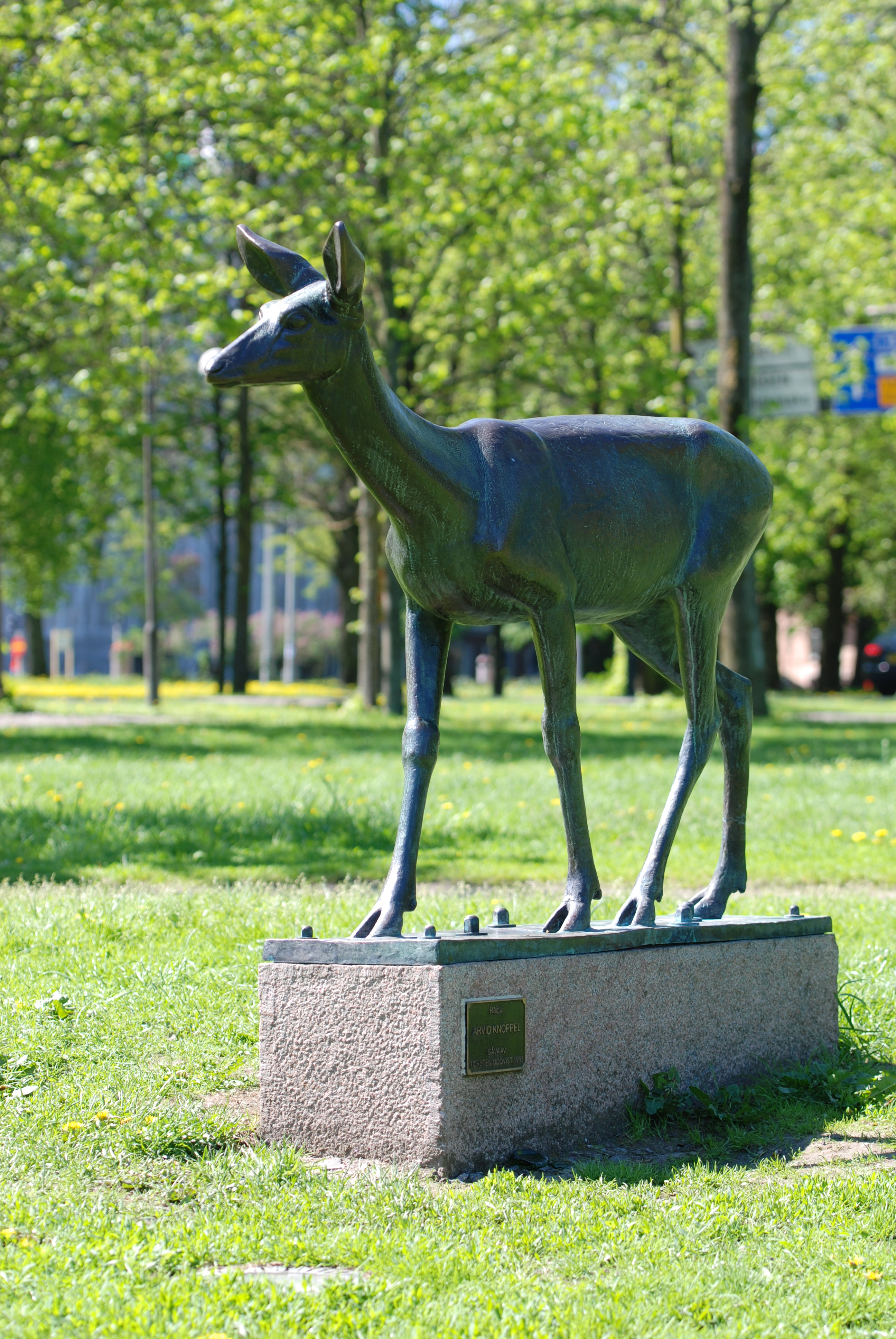
Rådjur, Kungsparken, stadsdelen Lorensberg, Göteborg.
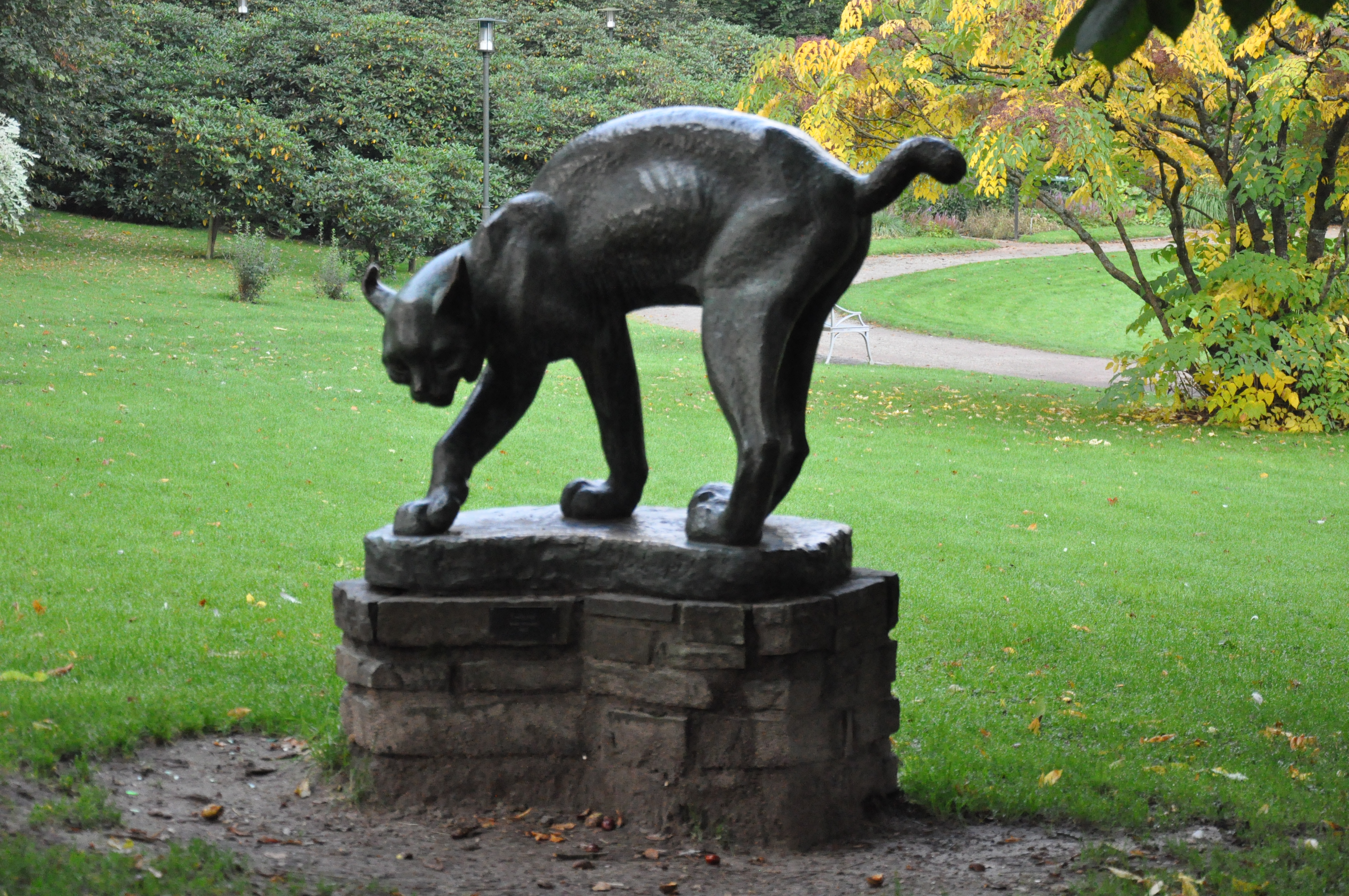
Lodjuret, Stadsparken, Borås.
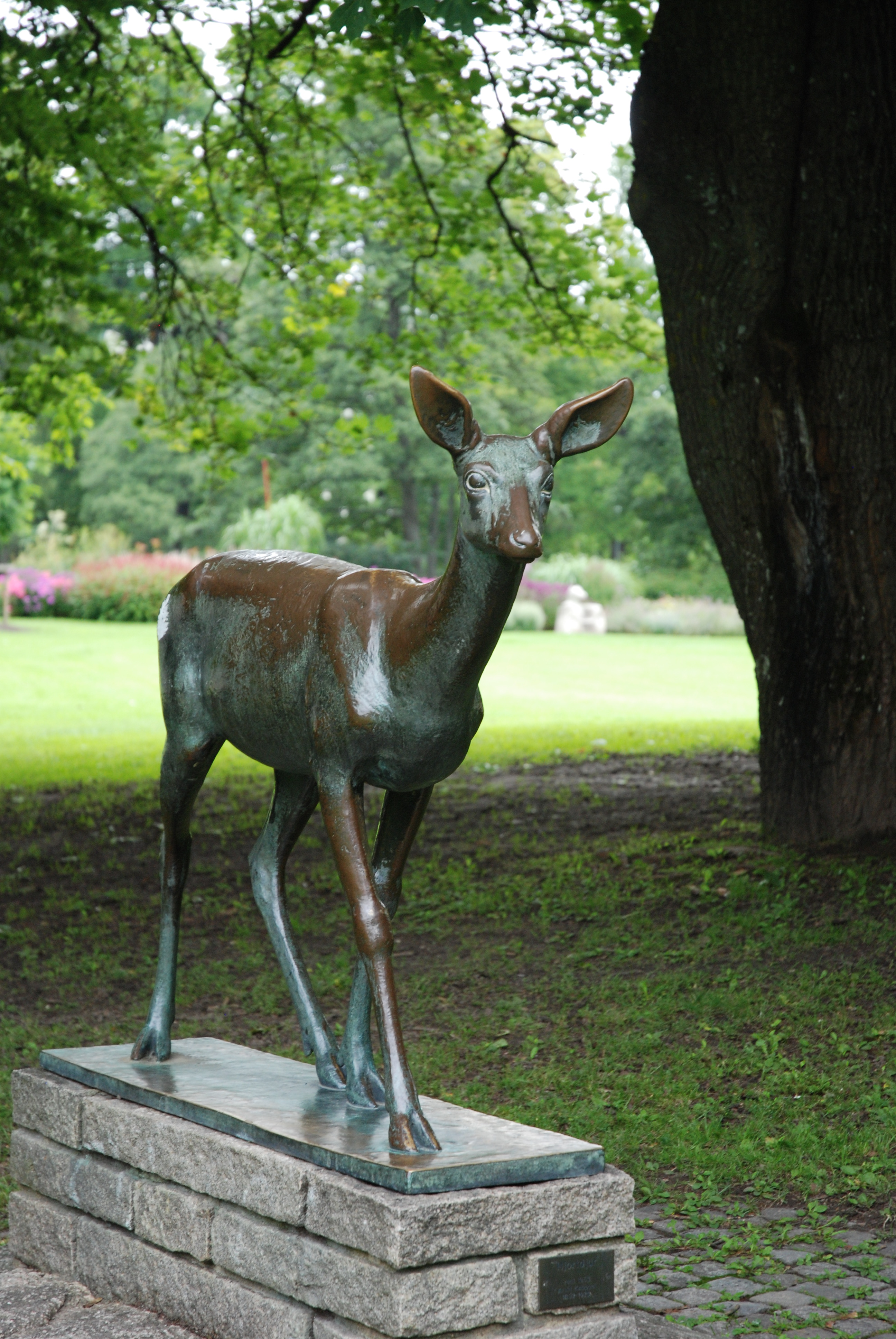
Hjorten, Stadsparken, Örebro.
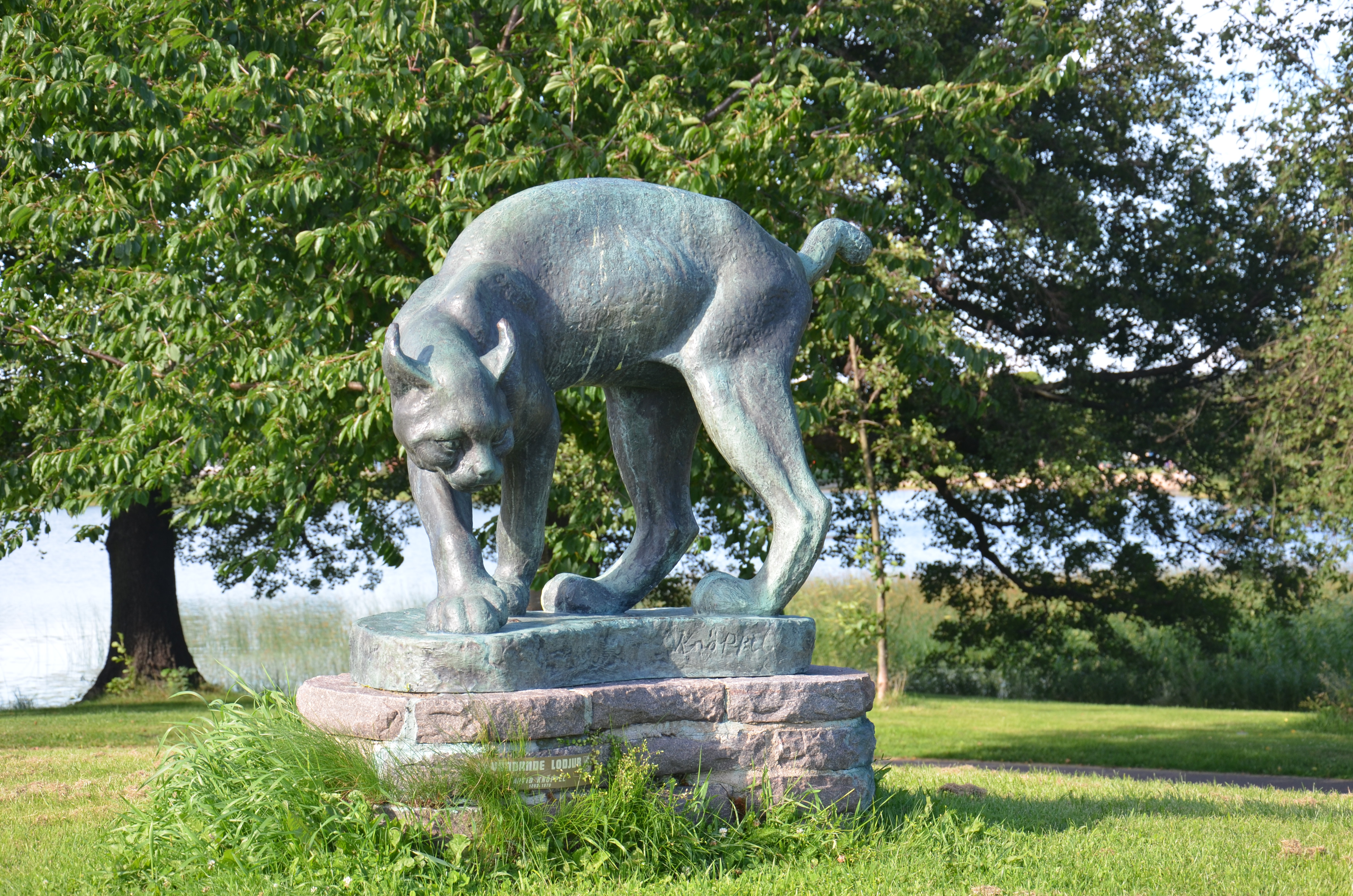
Vändande lodjur, Karlstad.
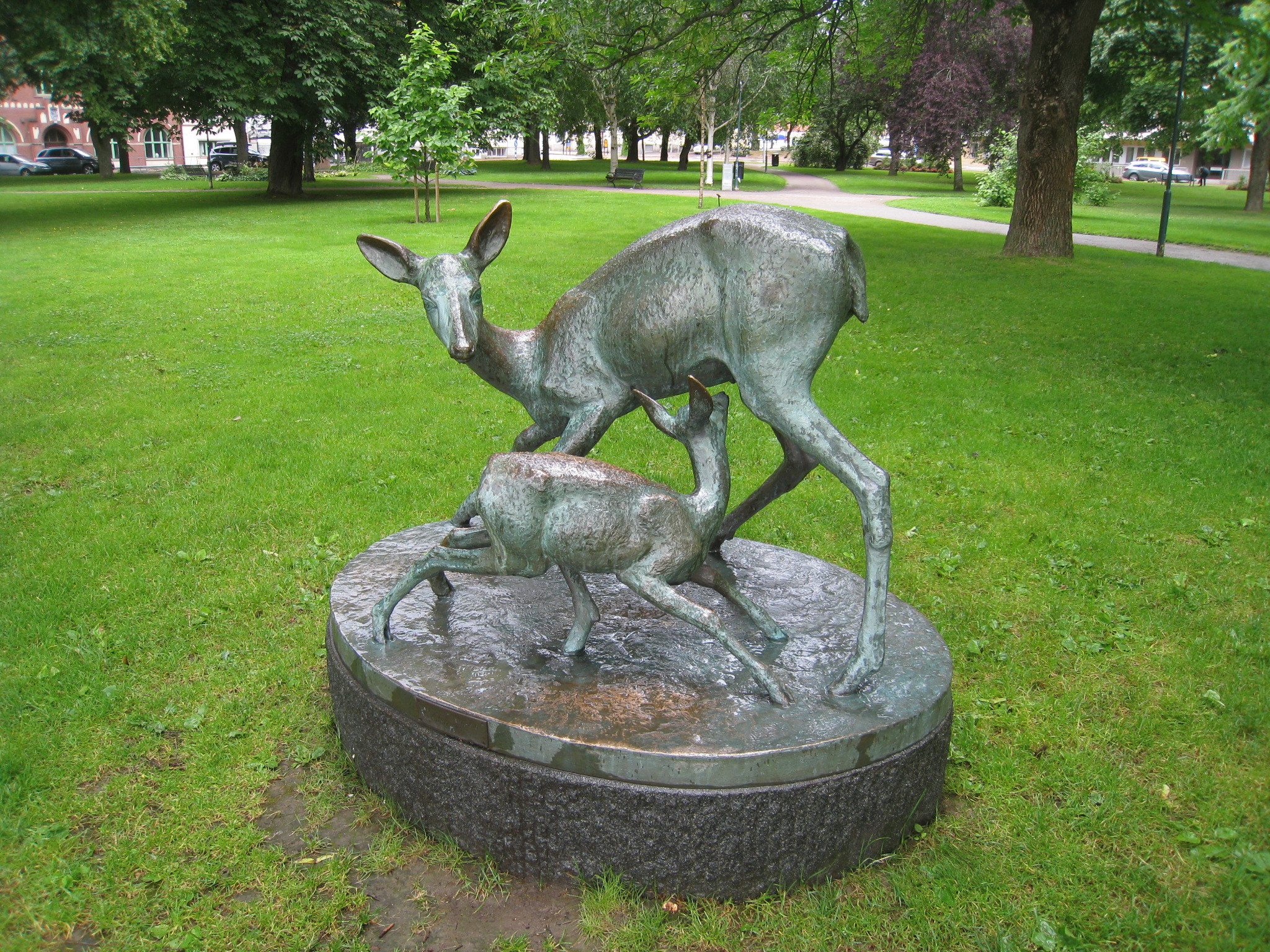
Hind med kid, Stadshusparken, Arvika.
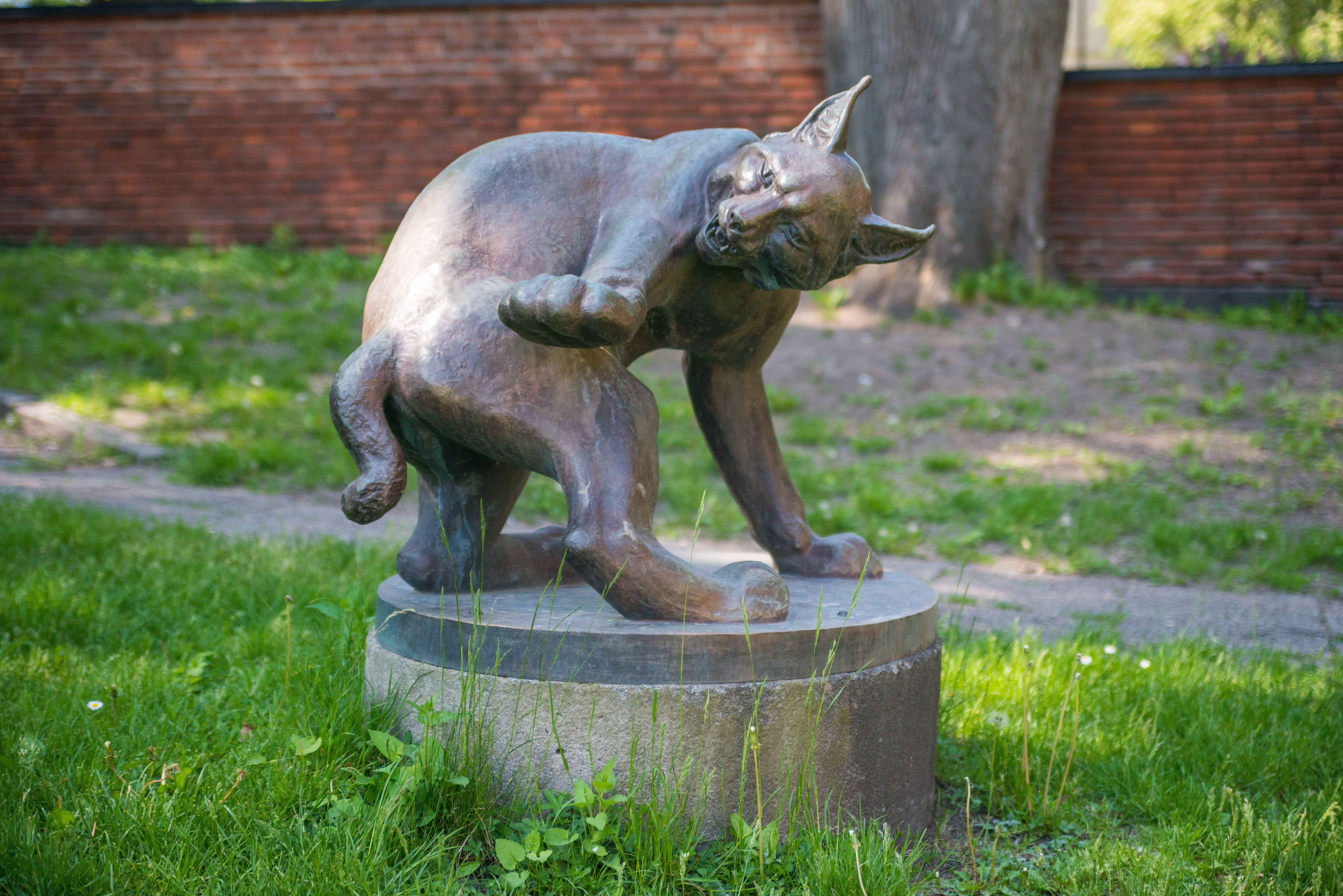
Lodjur med tassen uppåt, lodjuret saknar sin unge, Värmlands nations trädgård, Uppsala.
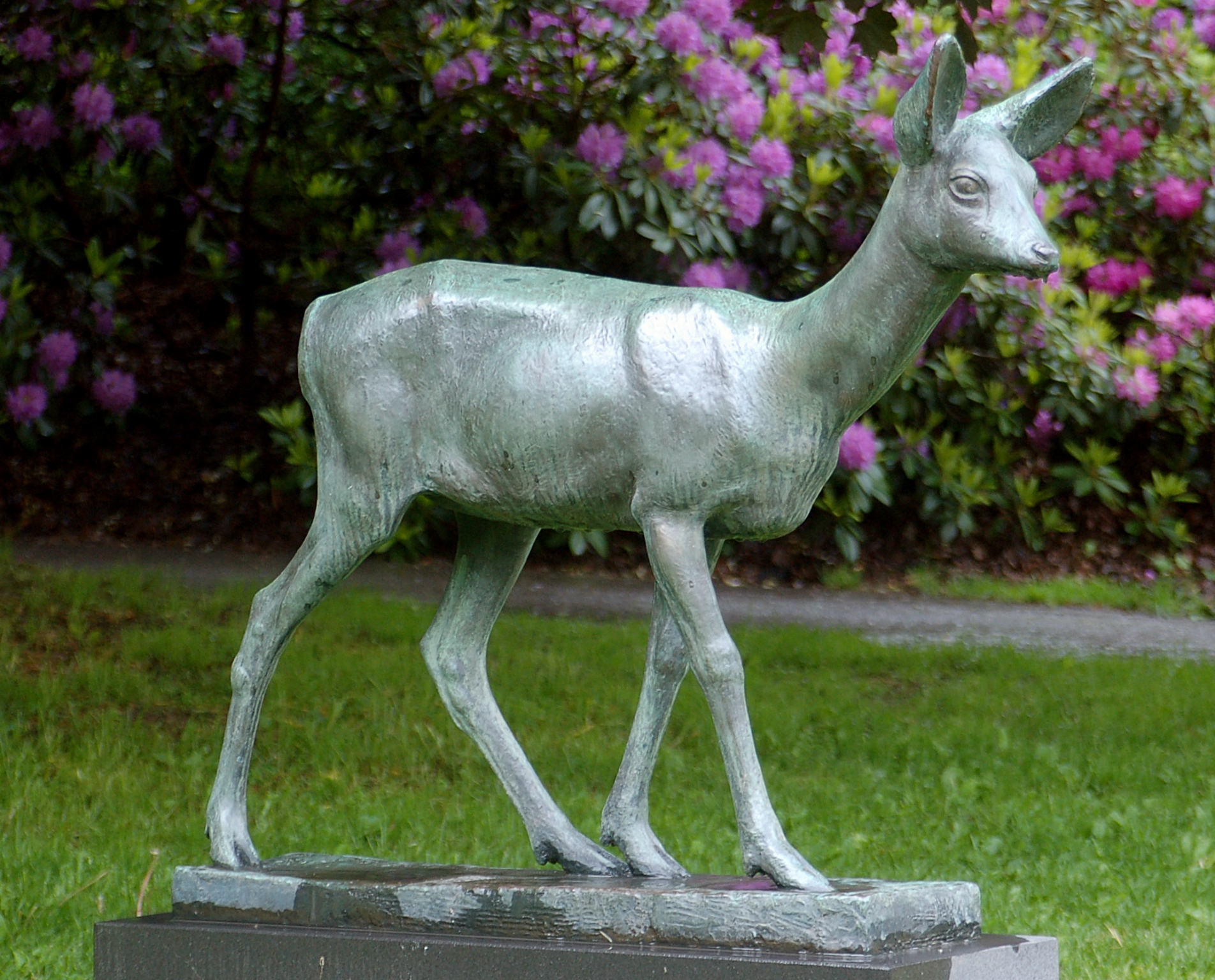
Rådjur, brons, utanför Karlskoga Konsthall, Karlskoga.
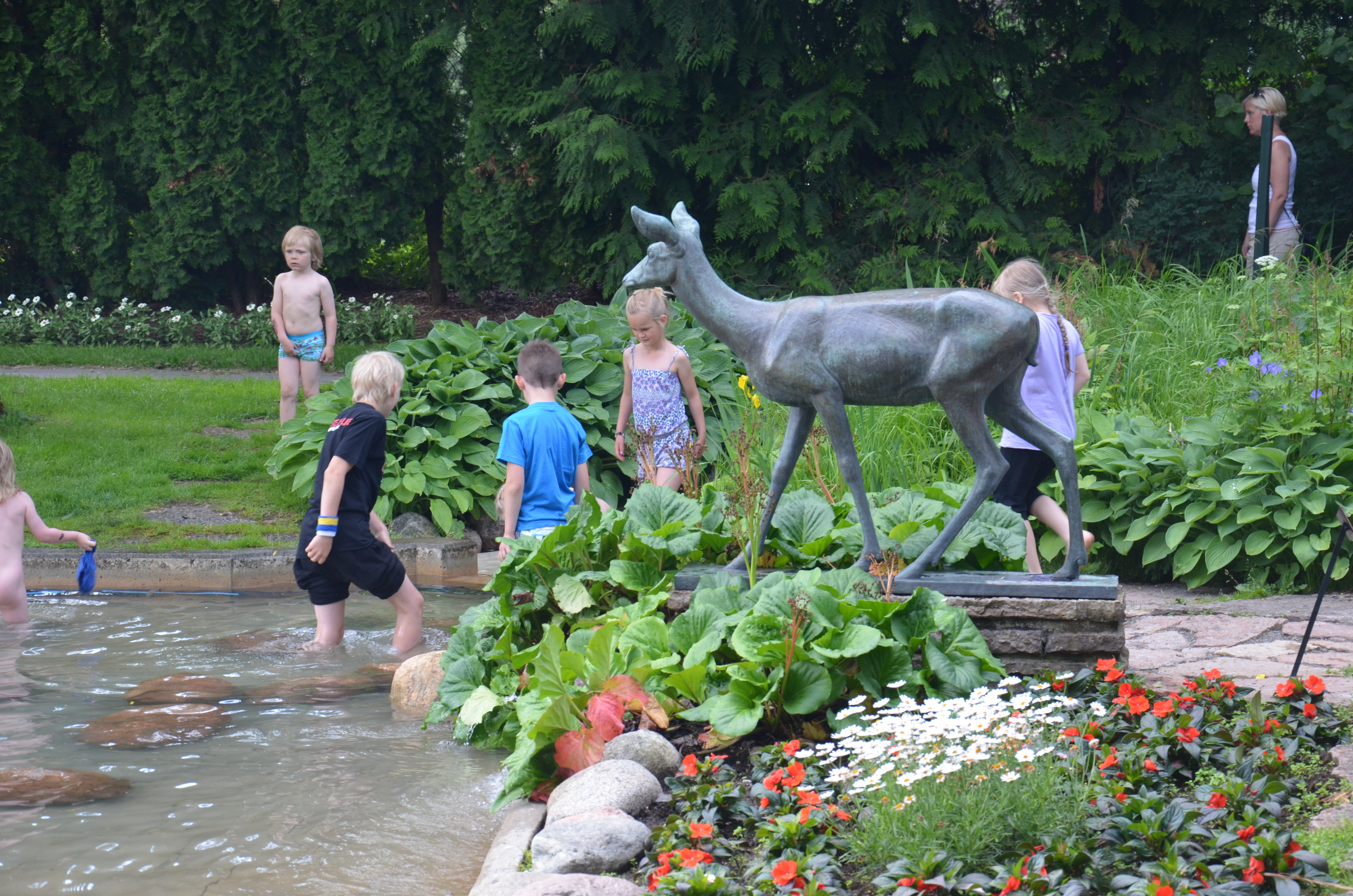
Hjortdjur, Marabouparken i Sundbyberg.
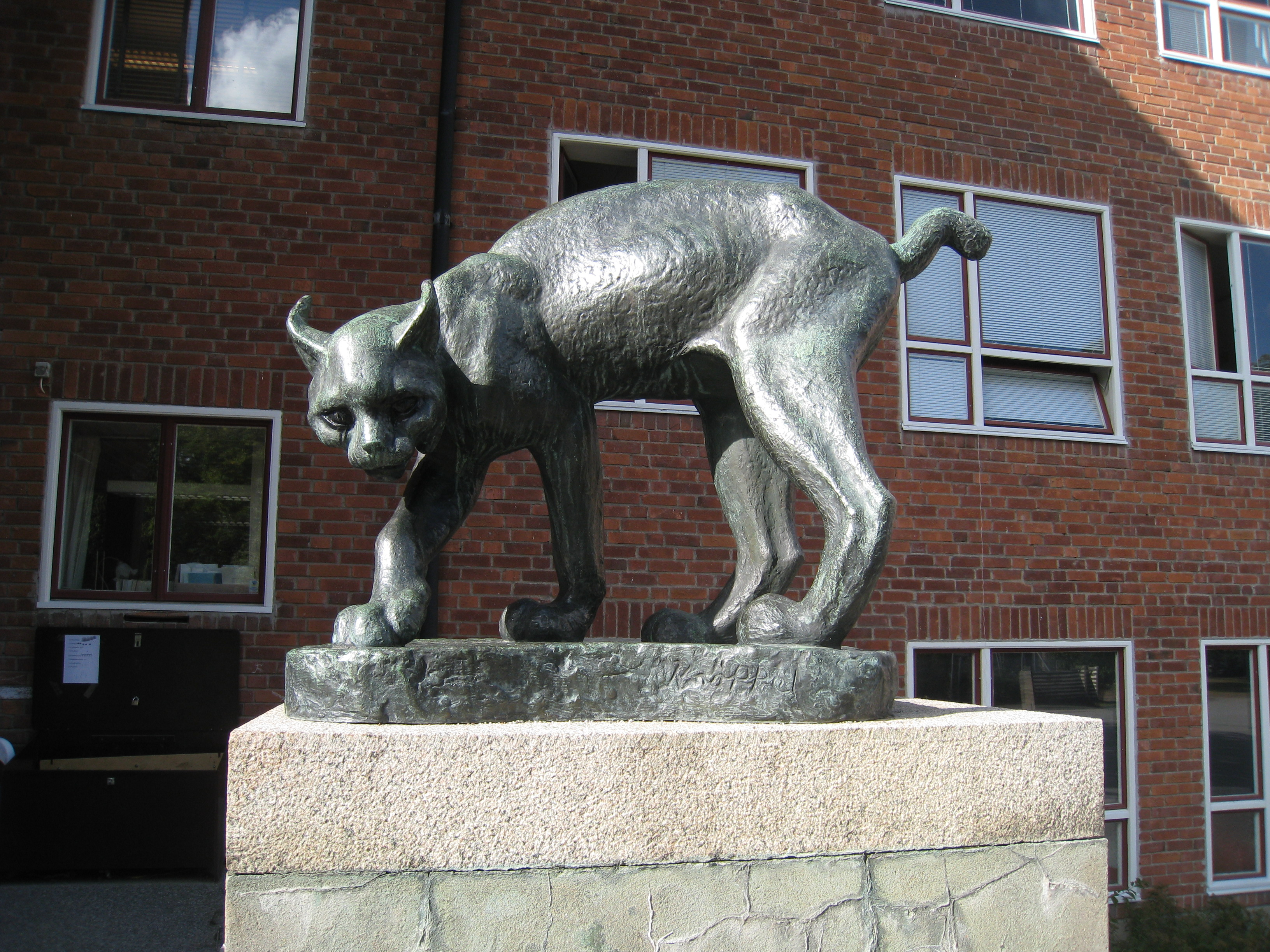
Lodjuret, Ulvsundaskolan, Johannesfredsvägen 45, Ulvsunda, Bromma.
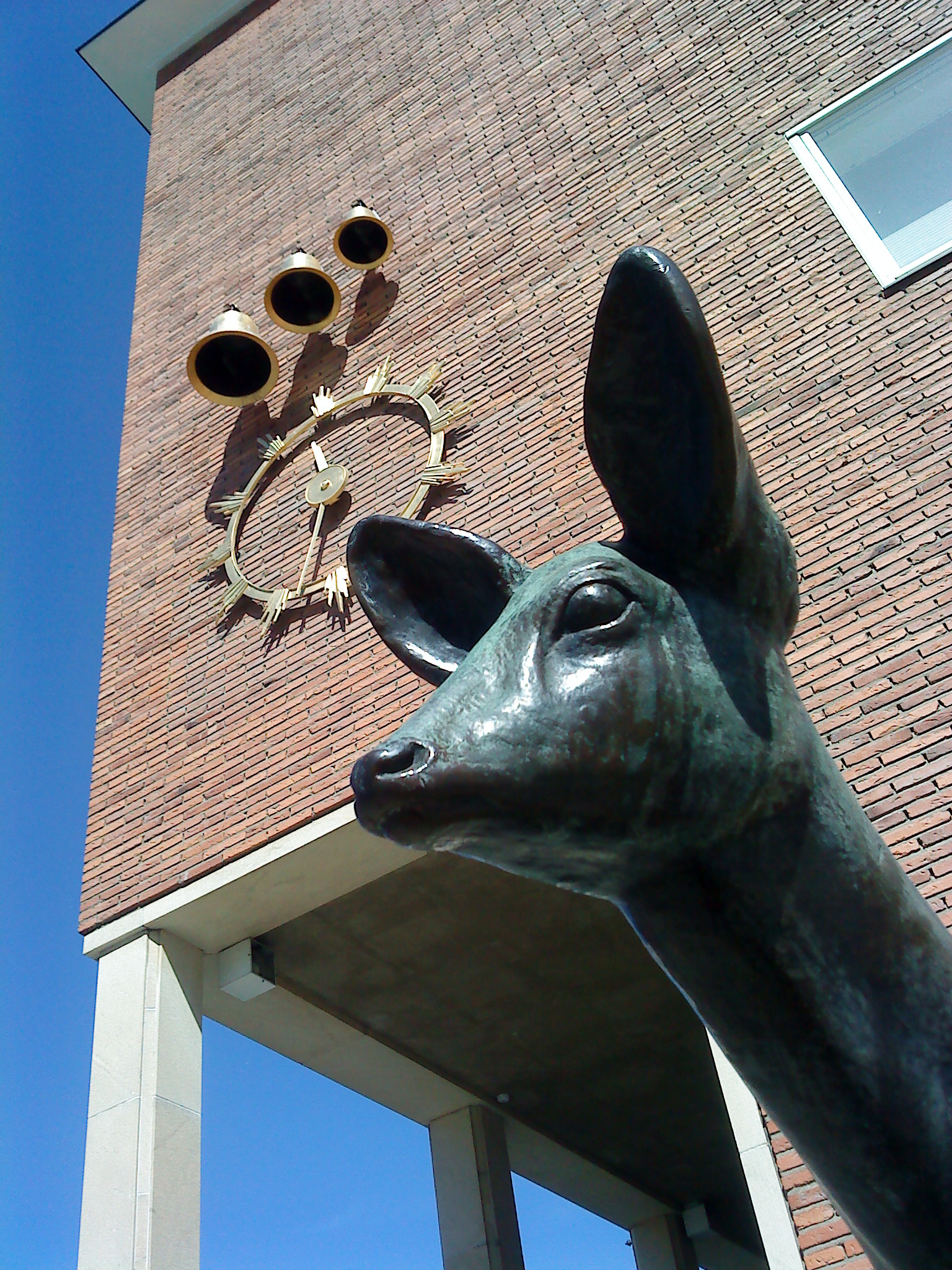
Rådjuret/Hjort utanför Stadshuset, Skellefteå.
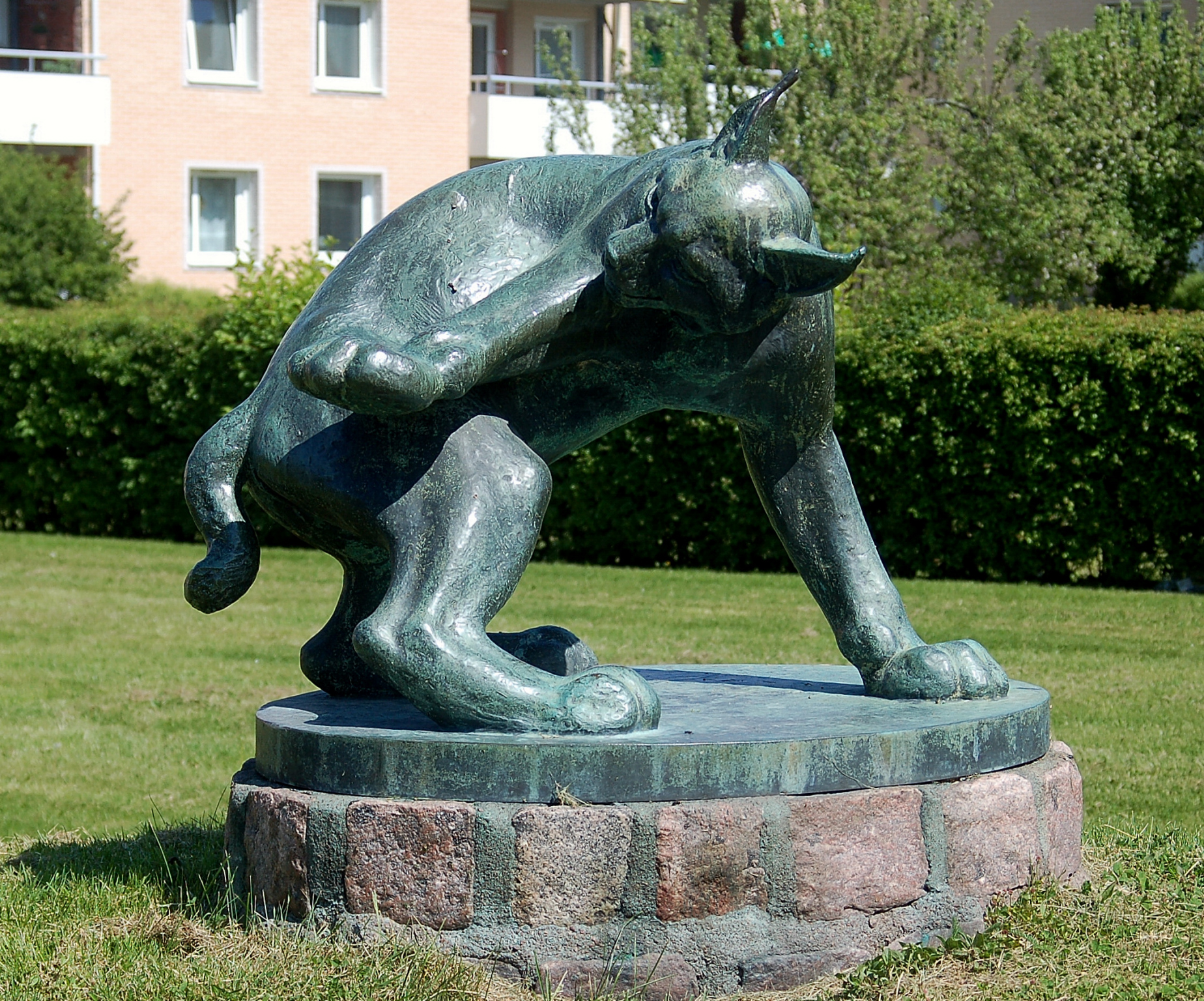
Lodjur i Skoghall.
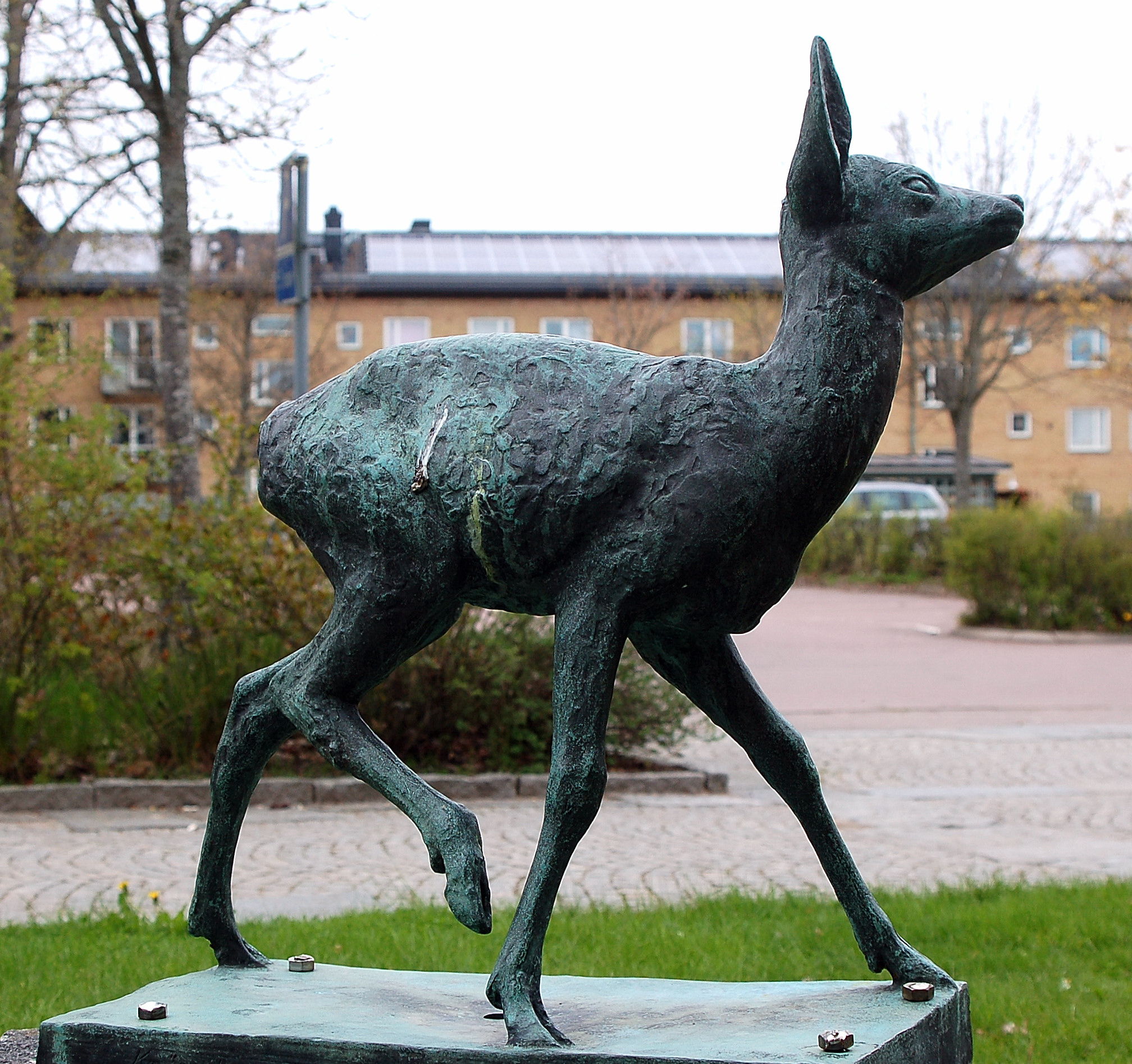
Rådjurskid utanför Hammarö kommunalkontor, Skoghall.
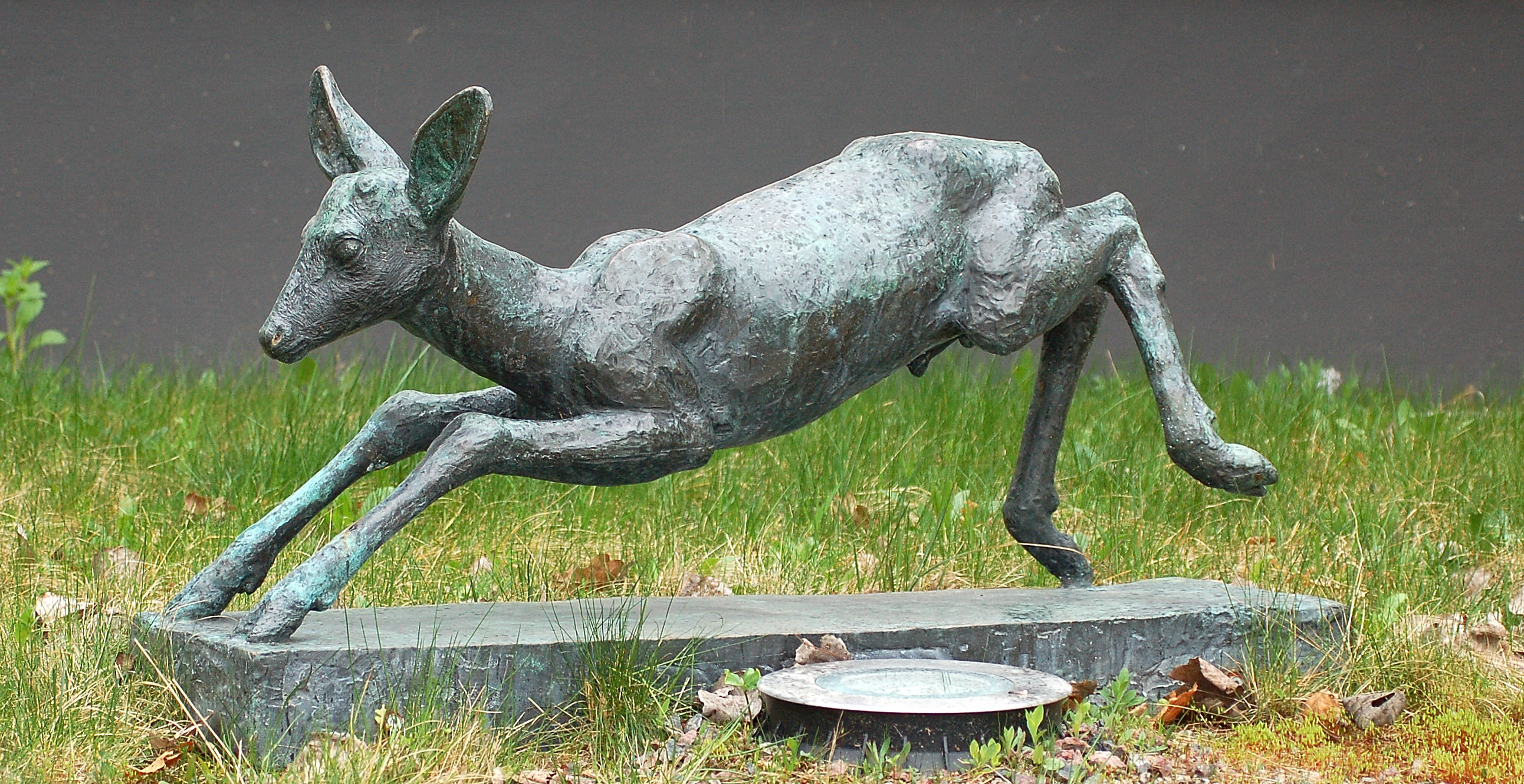
Kid utanför Mariebergsskolan, Karlstad.
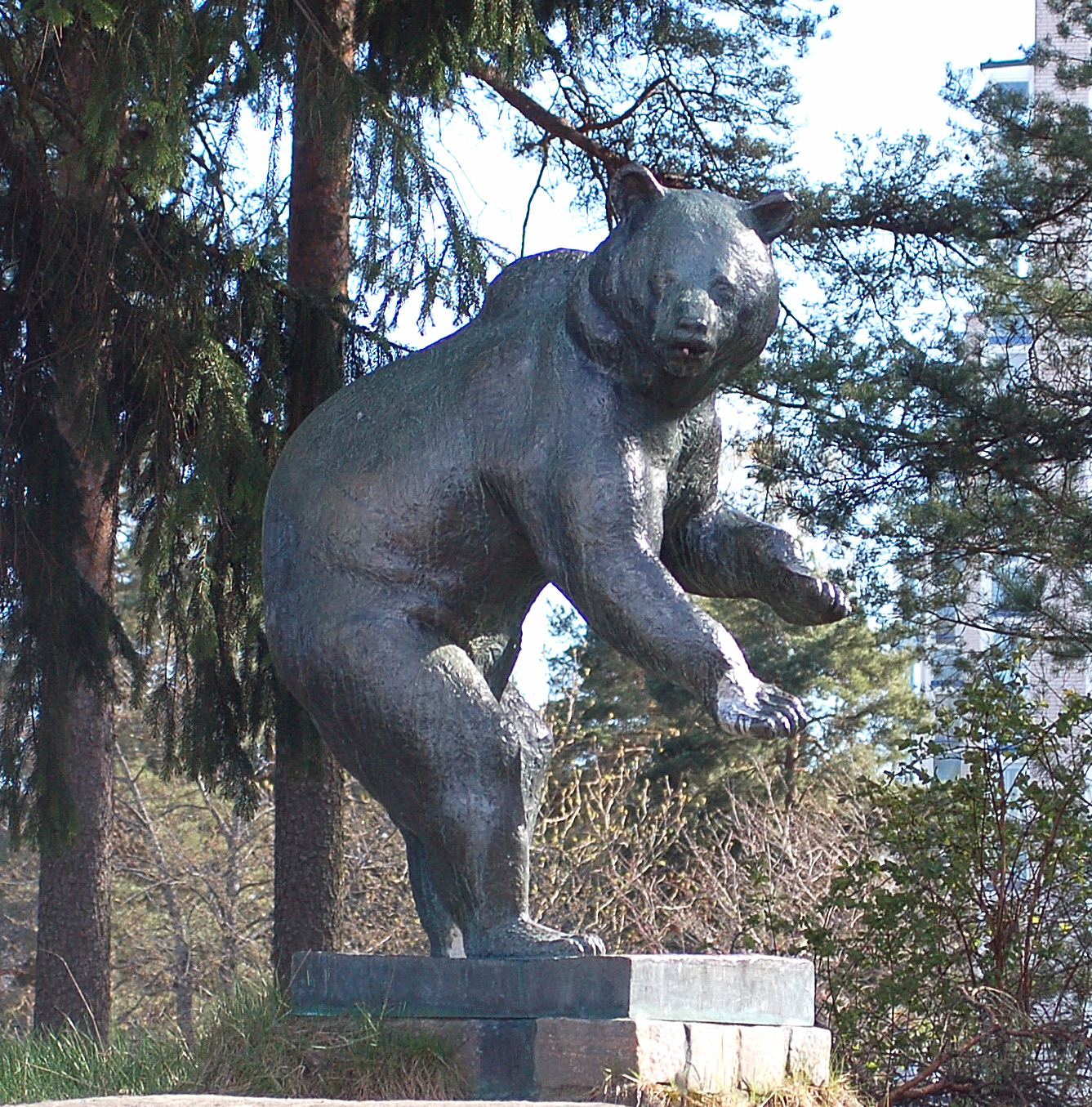
Björnen, brons, i en dunge utanför vårdcentralen i stadsdelen Rud, Karlstad.

## Representerad
Arvid Knöppel finns representerad vid bland annat 
- Nationalmuseum, Stockholm [16]
- Waldemarsudde, Stockholm
- Moderna museet, Stockholm [17]
- Göteborgs konstmuseum, Göteborg
- Värmlands museum, Karlstad [5]
- Kalmar konstmuseum [18]
- Helsingborgs museum [19]
- Sörmlands museum [20]
- Örebro läns museum [21]
- Arkitektur- och designcentrum [22]
- Postmuseum [23]
- Smålands museum [24]
- Hallands konstmuseum [25]
- Örebro läns landsting [26]